# Марлус Кітелс
Марлус Кітелс (нід. Marloes Keetels, нар. 4 травня 1993) — нідерландська хокеїстка на траві, срібна призерка Олімпійських ігор 2016 року, олімпійська чемпіонка 2020 року.

## Виступи на Олімпіадах
| Олімпіада           | Дисципліна     | Місце |
| ------------------- | -------------- | ----- |
| Ріо-де-Жанейро 2016 | хокей на траві | 2     |
| Токіо 2020          | хокей на траві | 1     |

## Зовнішні посилання
- Марлус Кітелс — олімпійська статистика на сайті Sports-Reference.com (англ.) (архівна версія)